# Kalfatrekølle
Kalfatrekølle er en kølle af træ med en diameter på ca. 6 cm. Den er drejet af pukkenholt, forstærket med jernringe ved banerne og forsynet med et rundt skaft; den anvendes af bådebyggere med klamajjern til kalfatring.
R.A. Salaman nævner, at kalfatrekøllens hoved ofte er forsynet med et par slidser, der strækker sig på begge sider af skafthullet. Dels skulle de bevirke en vis fjedring i slaget, der derfor ikke forplanter sig så hårdt til brugerens håndled, dels skulle det give en karakteristisk fløjtende lyd, der kan høres langt bort. Sådanne fløjtekøller med slidser synes at være ukendte i Danmark; men en tysk bådebygger, der arbejdede på Frederikssund Bådeværft, kendte denne udformning, muligvis fra Tyskland.
Klamajhammer og Klamajslag er en stor tung tohåndsmukkert, der bruges til at klamaje med. Et rigtigt stort klamajslag kaldes kongeslag

## Ekstern henvisning
- R. A. Salaman, Philip Walker (1989). Dictionary of Woodworking Tools c.1700-1970 and tools of allied trades. London: Unwin Hyman. ISBN 0-04-440256-2.
- http://www.baskholm.dk/haandbog/haandbog.html Arkiveret 16. september 2008 hos  Wayback Machine